# Francis John Spence
Francis John Spence (* 3. Juni 1926 in Perth; † 27. Juli 2011 in Kingston) war ein kanadischer Geistlicher und römisch-katholischer Erzbischof von Kingston.

## Leben
Francis John Spence empfing am 16. April 1950 die Priesterweihe für das Erzbistum Kingston.
Papst Paul VI. ernannte ihn am 1. April 1967 zum Titularbischof von Nova und zum Weihbischof des Kanadischen Militärordinariates. Der Erzbischof von Québec, Maurice Kardinal Roy, spendete ihm am 15. Juni desselben Jahres die Bischofsweihe; Mitkonsekratoren waren Joseph Anthony O’Sullivan, emeritierter Erzbischof von Kingston, und Joseph Raymond Windle, Weihbischof in Ottawa. 
Am 17. August 1970 wurde er zum Bischof von Charlottetown ernannt. Am 24. April 1982 wurde er zum Erzbischof von Kingston ernannt und am 30. Juni desselben Jahres in das Amt eingeführt. Bereits am 14. März 1982 war er zum Bischof des Kanadischen Militärordinariates ernannt worden; er trat von diesem Amt am 28. Oktober 1987 zurück. Von 1995 bis 1997 war er Präsident der Kanadischen Bischofskonferenz.
Am 27. April 2002 nahm Papst Johannes Paul II. sein altersbedingtes Rücktrittsgesuch an.